# Jinbei Haise
Jinbei Haise (金杯海狮) — малотоннажный грузовой автомобиль, выпускаемый китайской компанией Jinbei с 1991 года. Является ребеджинговым вариантом четвёртого поколения Toyota Hiace.

## Jinbei Haise I (1991—2001)
Jinbei Haise (金杯海狮) впервые представили 3 ноября 1991 года. Он выпущен на базе четвёртого поколения Toyota Hiace до рестайлинга. Сзади печатными буквами написано Jin Bei. В 1997 году был выпущен десятитысячный Jinbei Haise.

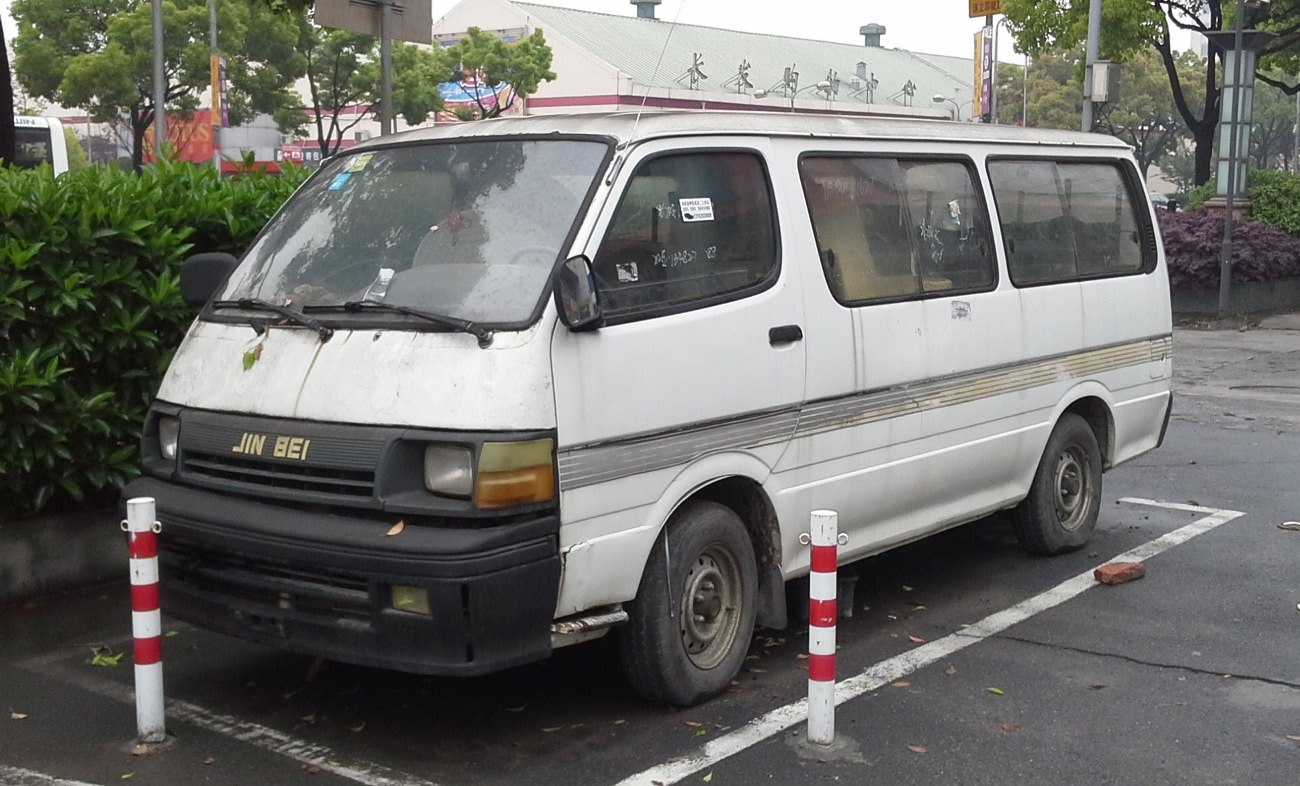
Вид спереди
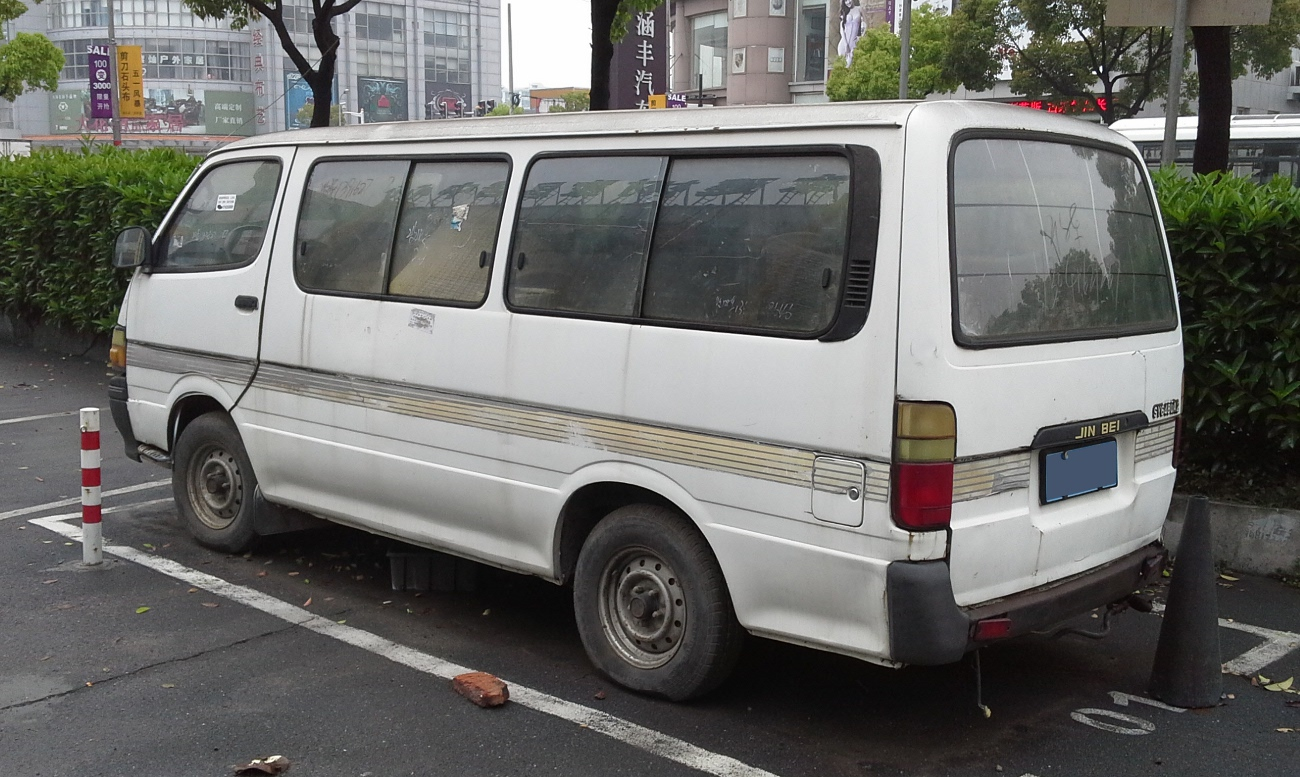
Вид сзади

## Jinbei Haise II (1999—2006)
Второе поколение Jinbei Haise также являлось ребеджингом четвёртого поколения Toyota Hiace, но с обновлённой передней частью. 17 июля 1999 года был выпущен 200000-й Jinbei Haise. К концу 2002 года годовой объём продаж Jinbei Haise превысил 65000.

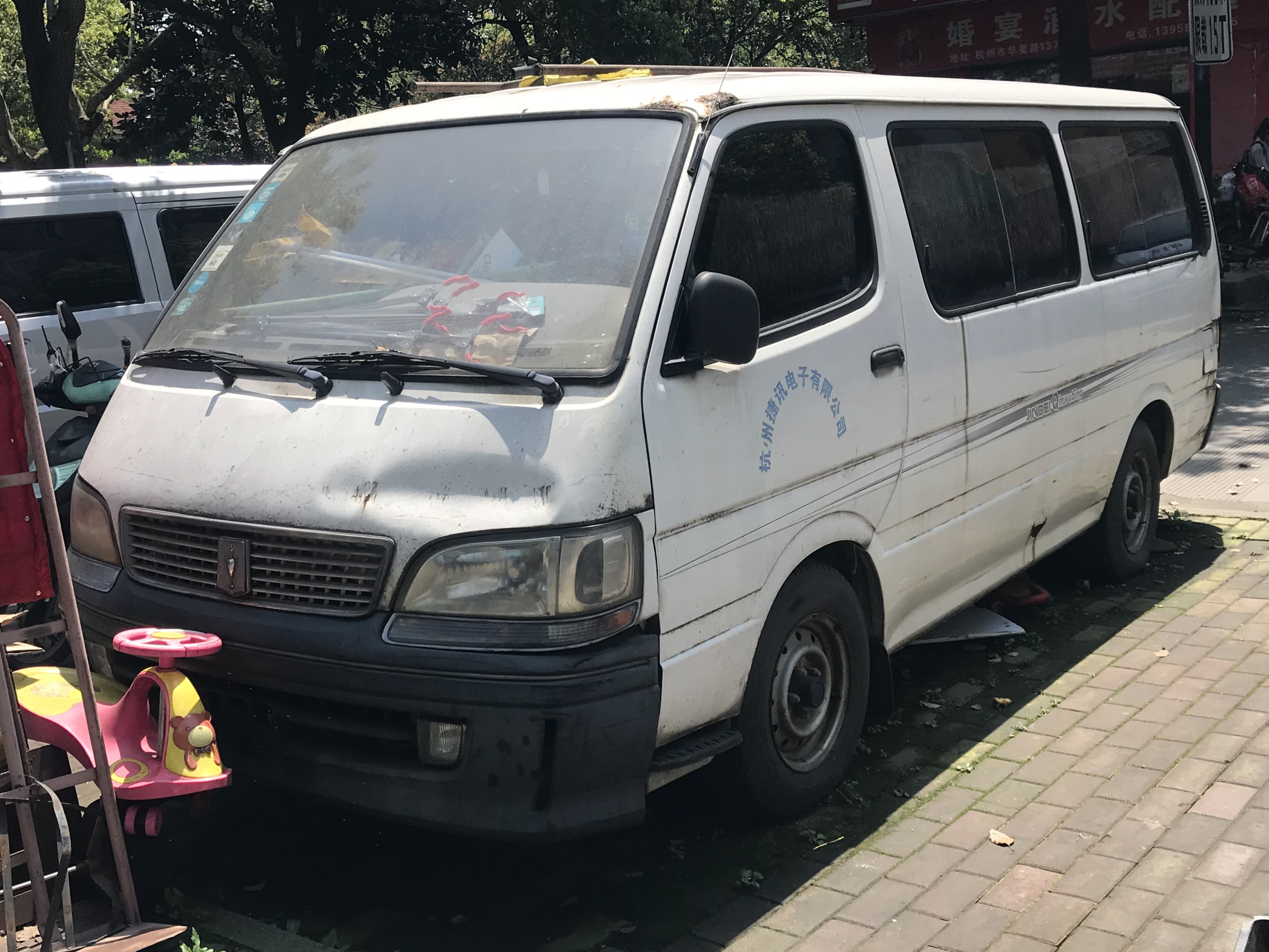
Вид спереди
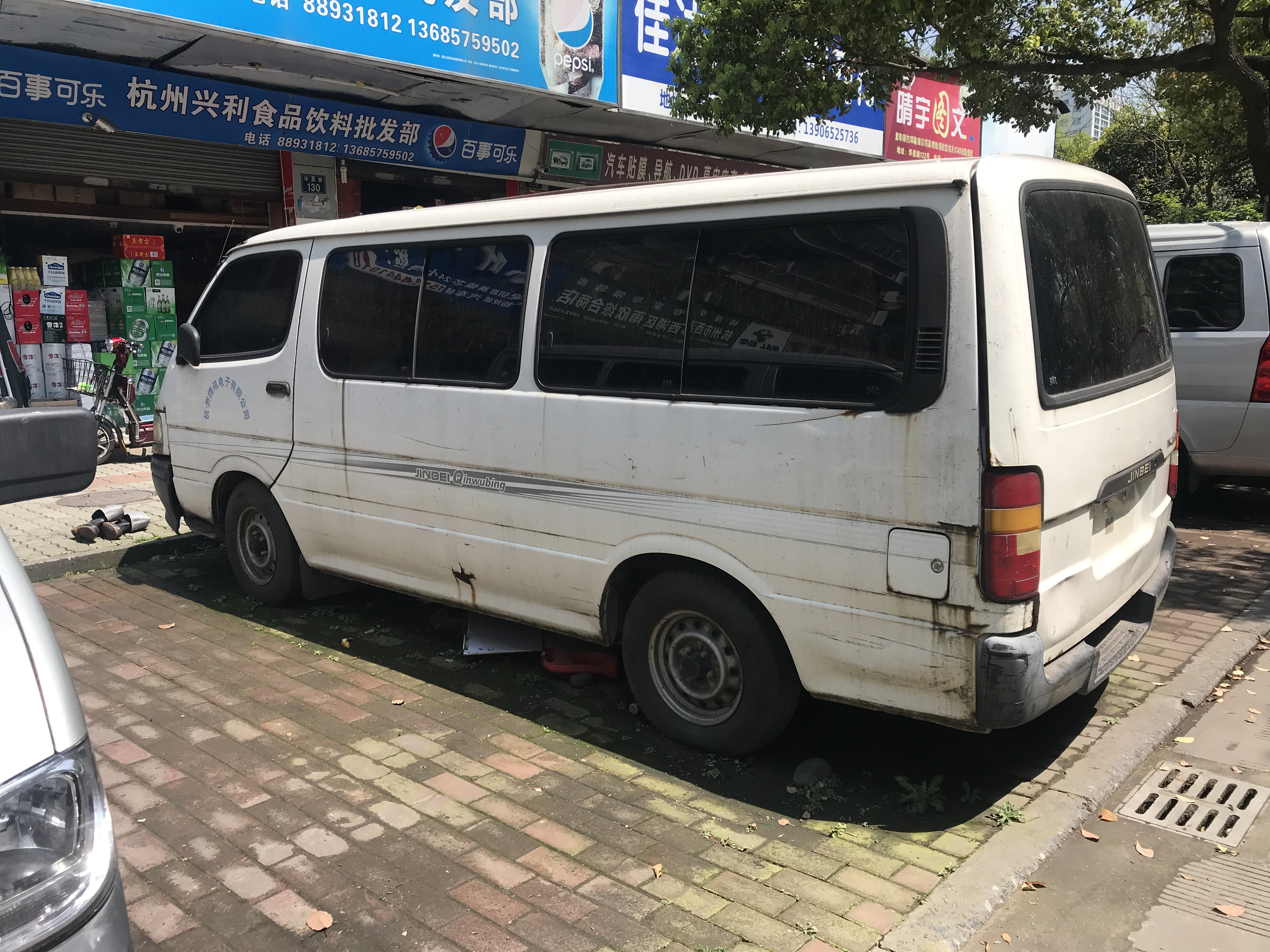
Вид сзади

## Jinbei Haise III (2002—2006)
Третье поколение Jinbei Haise выпускалось с 2002 по 2006 год.

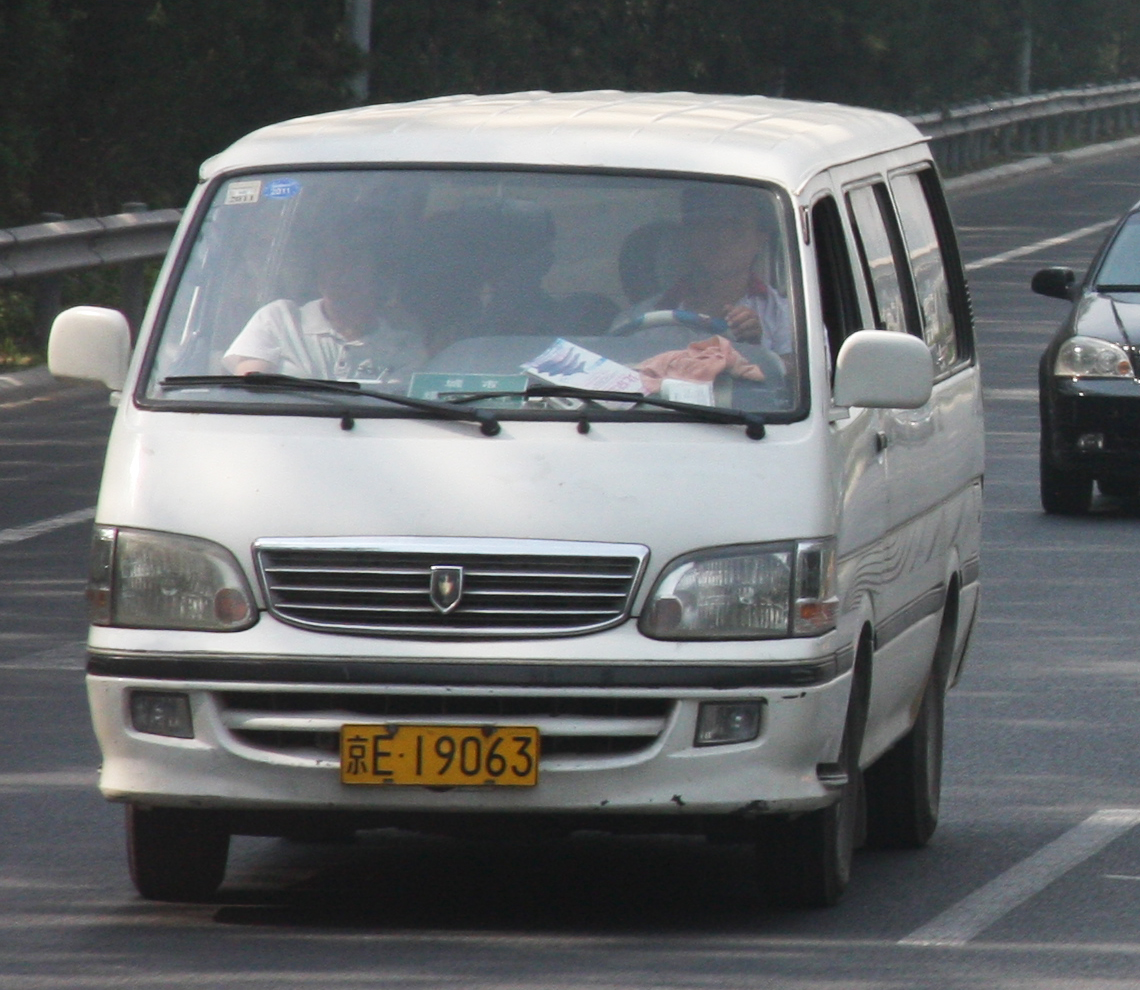
Вид спереди
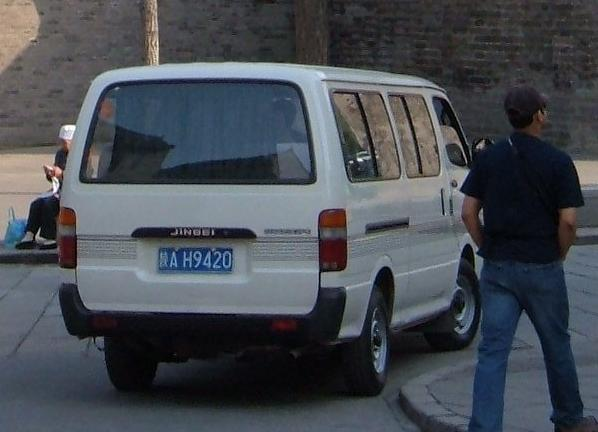
Вид сзади

## Jinbei Haise IV (2002—2011)
При запуске Jinbei Haise IV получил полностью переработанную переднюю часть и обновлённые задние фонари. 27 октября 2010 года был выпущен миллионный Haise.

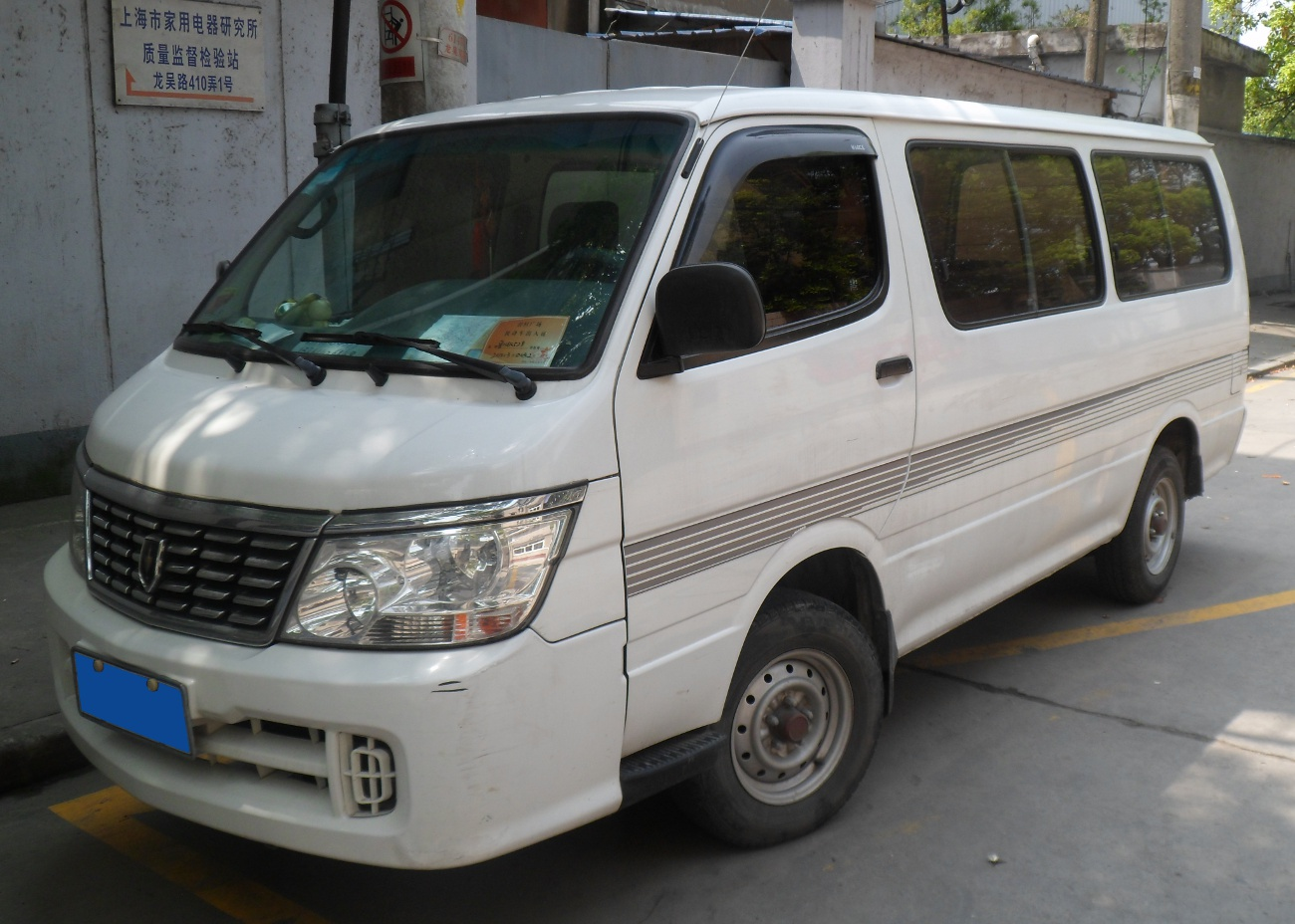
Вид спереди
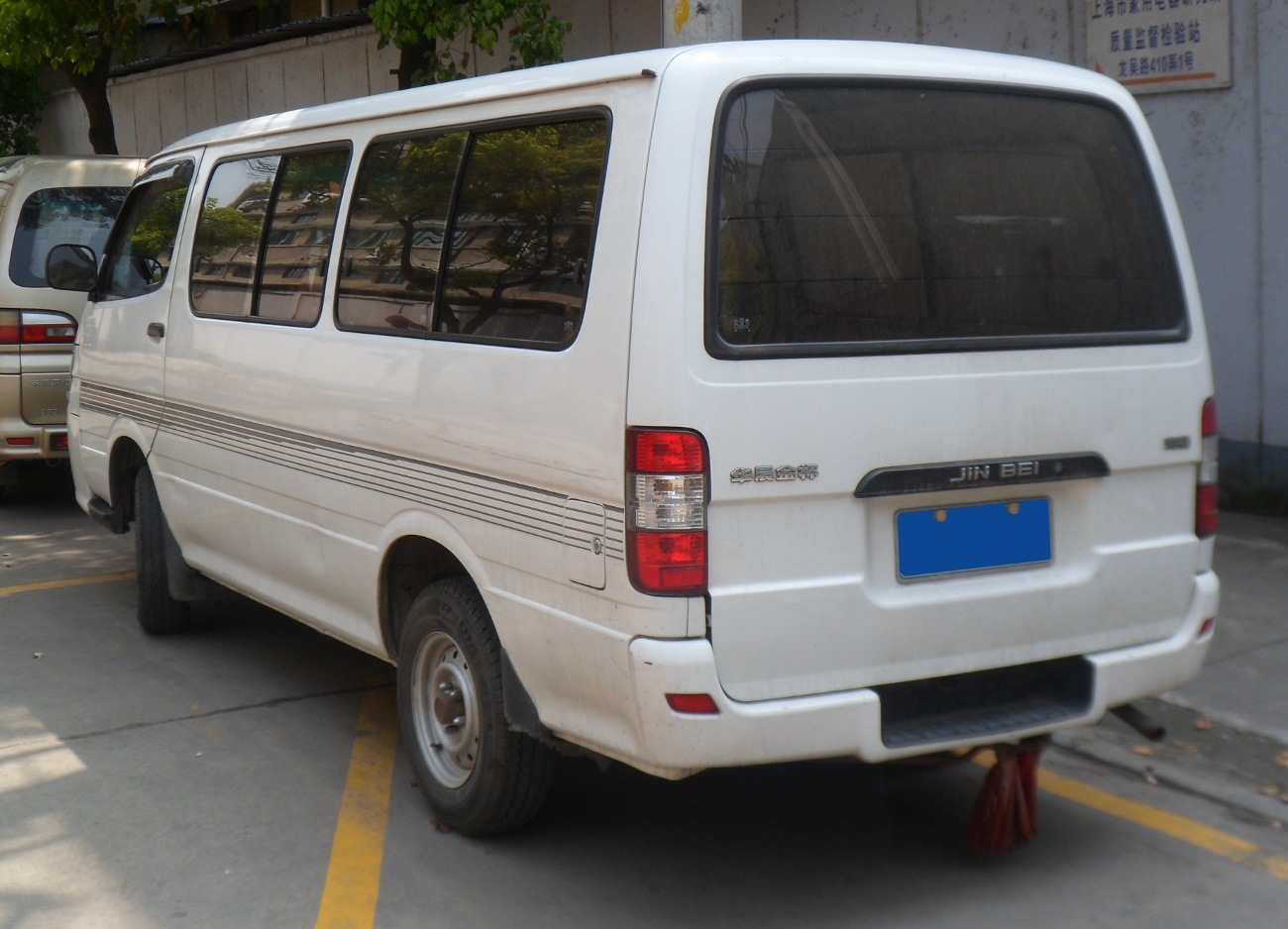
Вид сзади

## Jinbei Haise V (2006 — настоящее время)
Jinbei Haise V является рестайлингом предыдущего поколения. Изменения коснулись отделки, задней части и радиаторной решётки.

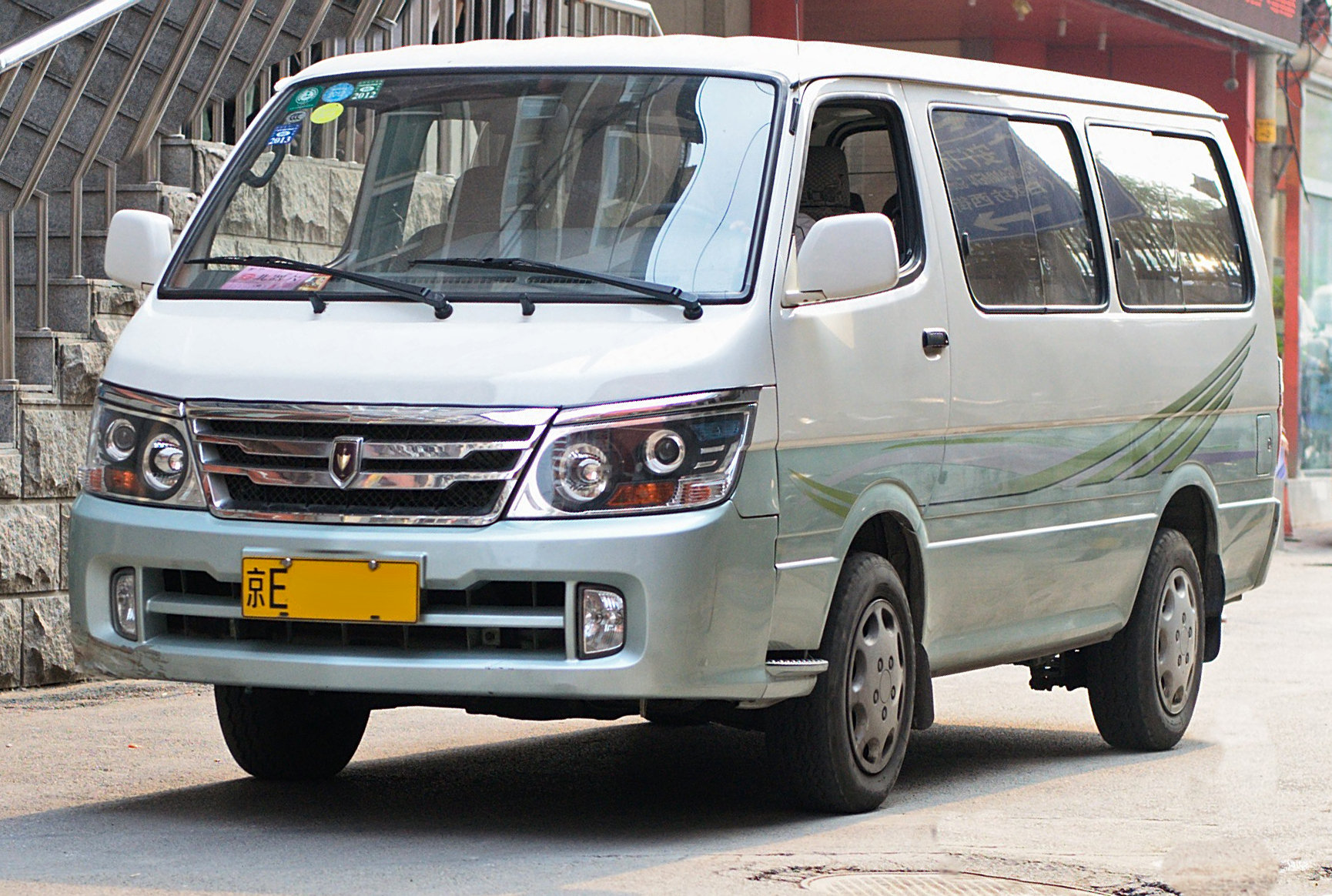
Вид спереди
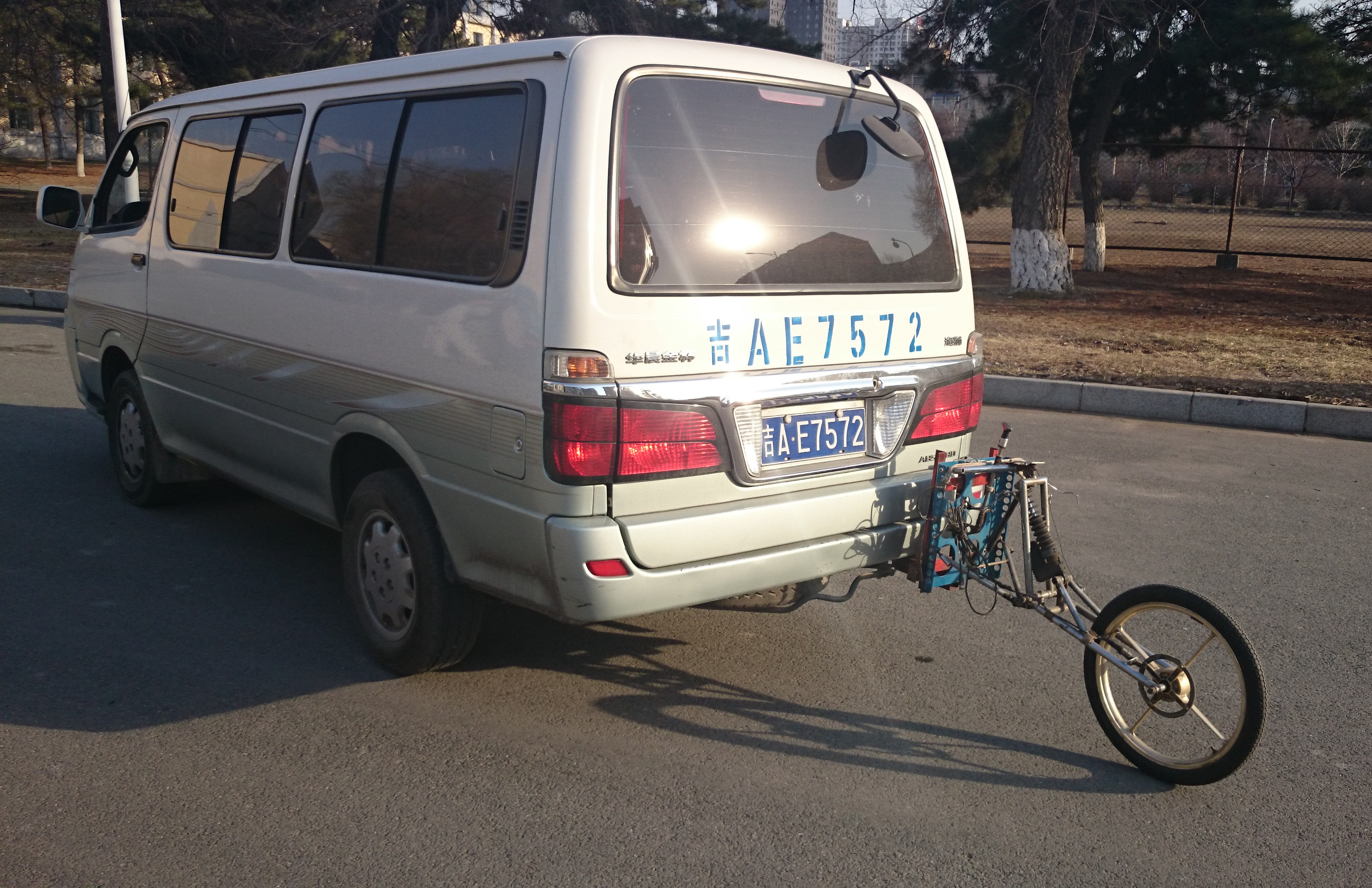
Вид сзади
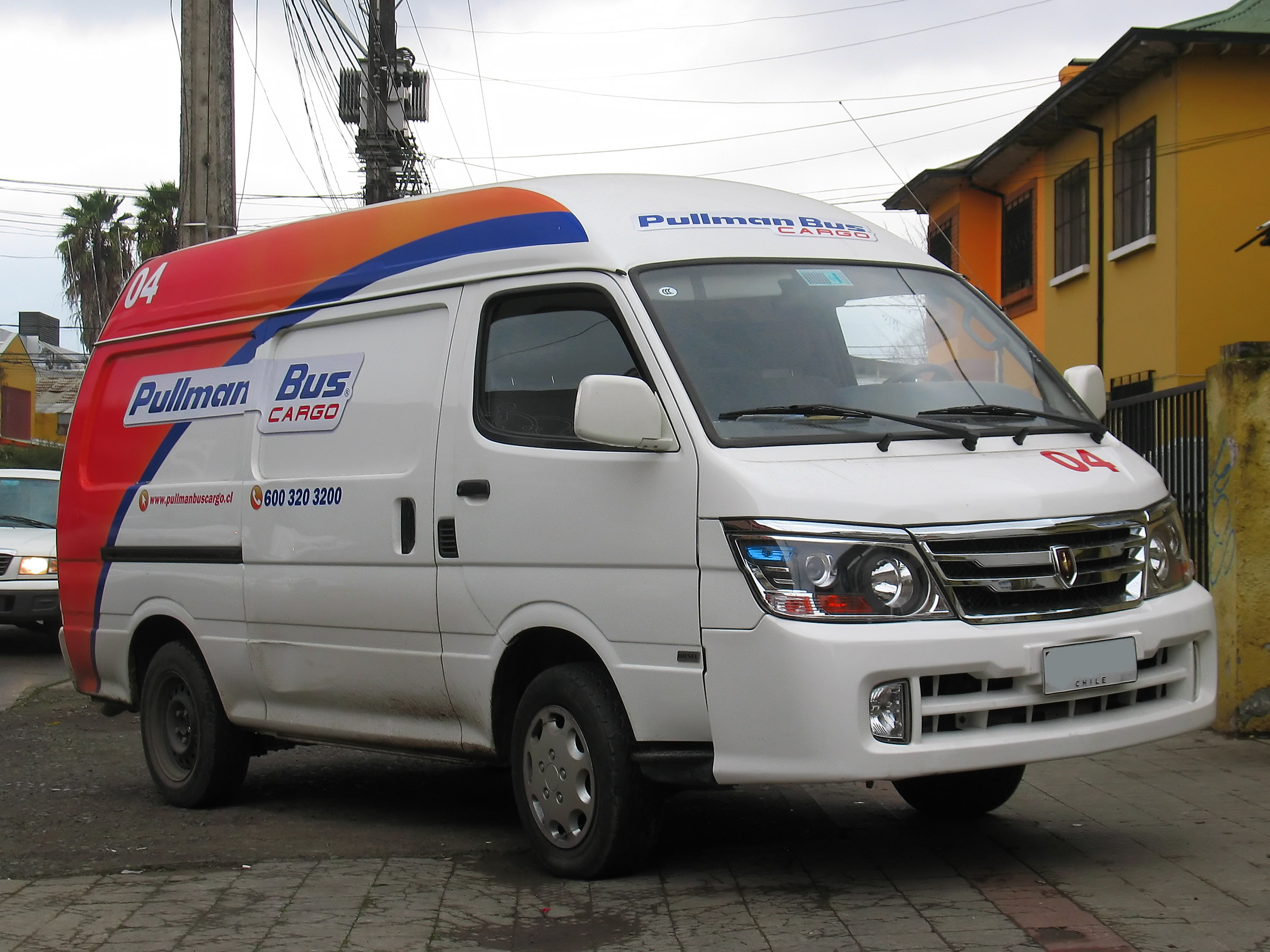
Jinbei Haise V 2.4d Cargo 2013 в Чили

## Jinbei Haise VI (2008 — настоящее время)
23 сентября 2008 года началась сборка шестого поколения Jinbei Haise. В то же время был произведён 800000-й Haise.

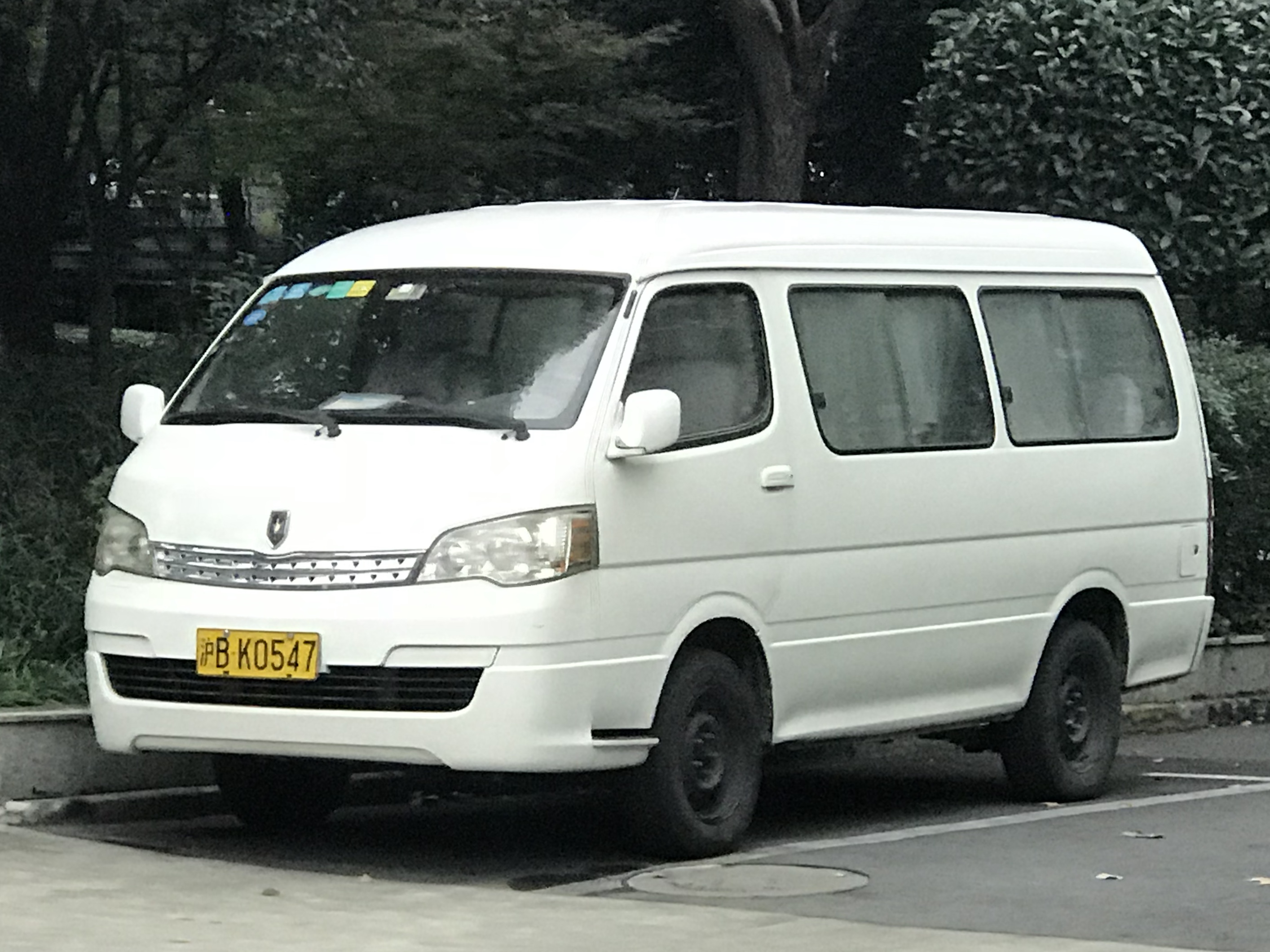
Вид спереди
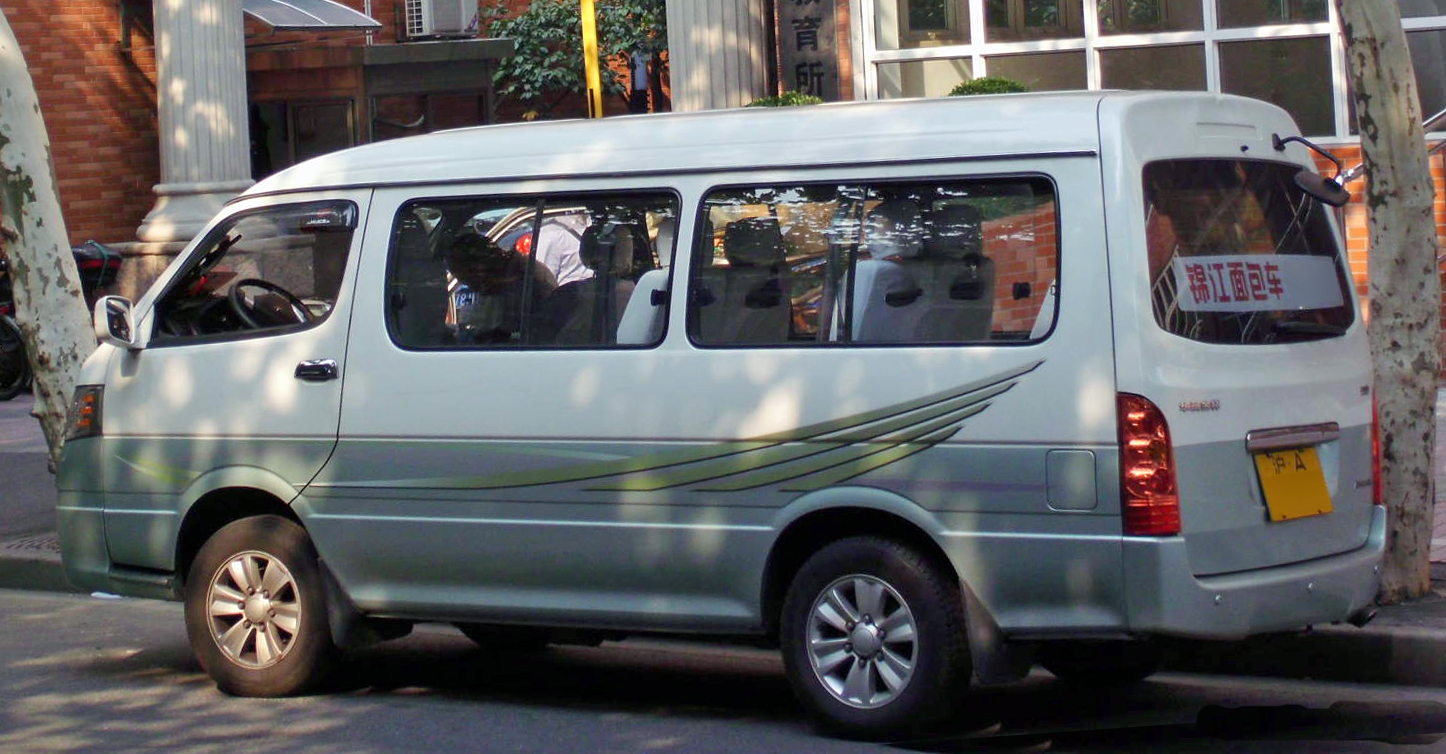
Вид сбоку
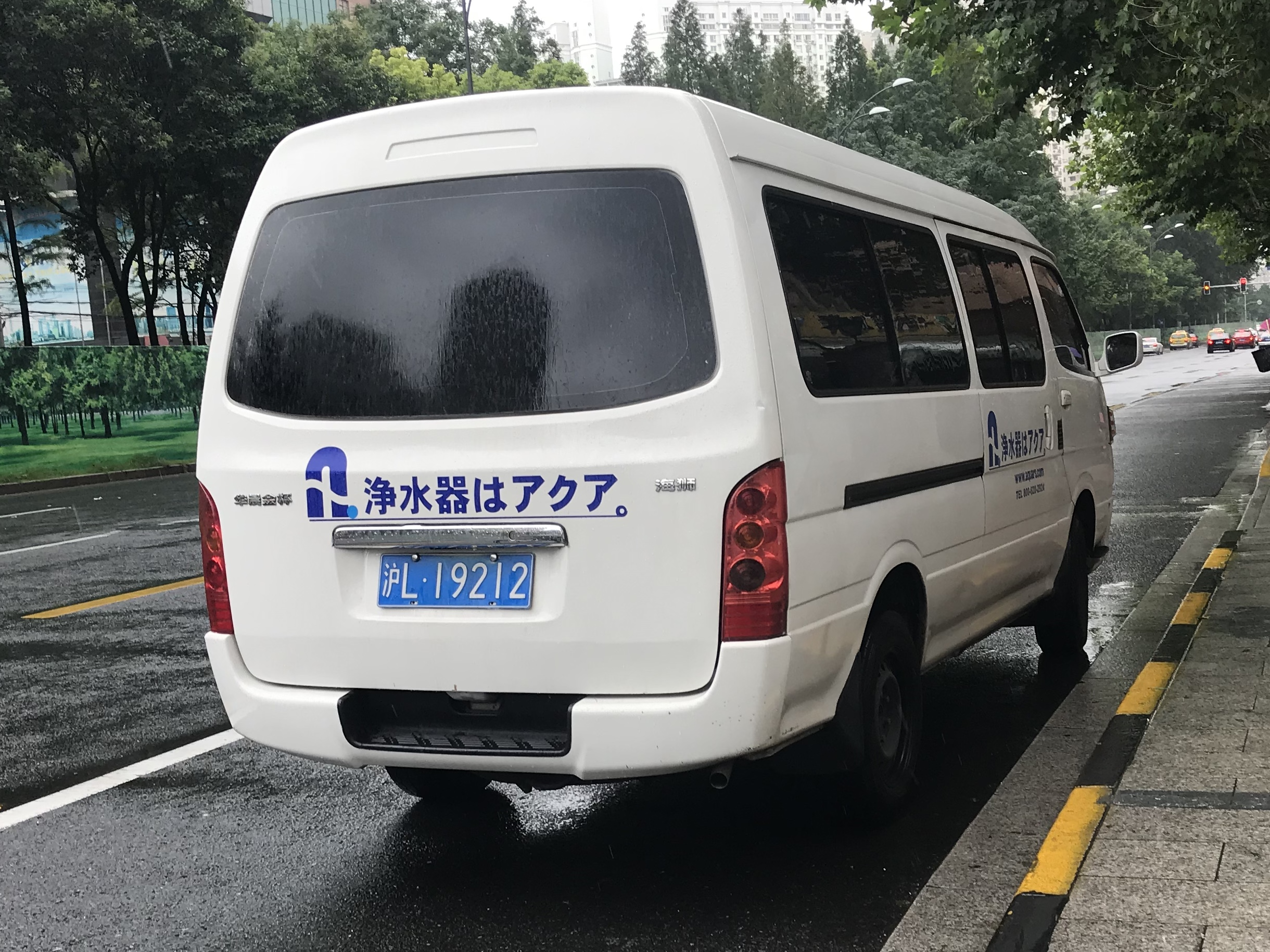
Вид сзади